# Boudewijn Röell
Boudewijn Röell  (ur. 12 maja 1989 r. w Leidschendamie) – holenderski wioślarz, brązowy medalista igrzysk olimpijskich i mistrzostw świata, srebrny medalista mistrzostw Europy.

## Igrzyska olimpijskie
Na igrzyskach zadebiutował w 2016 roku w Rio de Janeiro, występując w zawodach ósemek. Skład osady uzupełnili: Dirk Uittenbogaard, Boaz Meylink, Kaj Hendriks, Olivier Siegelaar, Tone Wieten, Mechiel Versluis, Robert Lücken i Peter Wiersum jako sternik. W eliminacjach zajęli drugie miejsce, przez co musieli uczestniczyć w repasażach. W nich awansowali do finału, dopływając do mety na drugiej pozycji. W finale zajęli trzecie miejsce, zdobywając brązowy medal.